# 提拉蓬·西拉猜
提拉蓬·西拉猜（2003年11月19日—），泰国男子举重运动员，2022年世界举重锦标赛男子55公斤级金牌得主、2023年亚洲举重锦标赛男子61公斤级铜牌得主、2024年夏季奥林匹克运动会男子61公斤级银牌得主。